# Todesmärsche von Sandakan

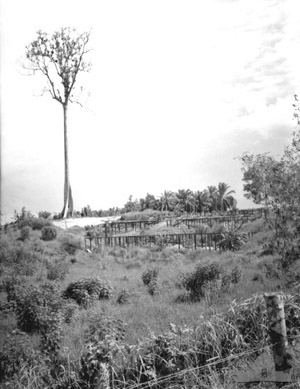
24. Oktober 1945. Sandakan Kriegsgefangenenlager – ein paar Monate, nachdem es aufgegeben wurde. In dem abgebildeten Bereich wurden die Körper von 300 Gefangenen gefunden. Es waren diejenigen, die im Lager nach dem Todesmarsch nach Ranau verblieben. Jedes der Gräber enthielt bis zu 10 Körper. Australische und britische Gefangene wurden hier ermordet und begraben. (Foto: Frank Burke.)

Die Todesmärsche von Sandakan (englisch Sandakan Death Marches, japanisch サンダカン死の行進 Sandakan shi no kōshin) waren eine Serie erzwungener Märsche in Britisch-Nordborneo während des Pazifikkrieges im Jahr 1945, bei denen 2.434 alliierte Kriegsgefangene starben, die vom Japanischen Reich im Kriegsgefangenenlager Sandakan interniert worden waren. Die Märsche führten von Sandakan nach Ranau. Das Kriegsende überlebten lediglich sechs Australier, denen während des Marsches nach Ranau die Flucht gelang.
Die Kriegsgefangenen waren für den Bau des Militärflugplatzes Sandakan eingesetzt. Im Verlauf der Gefangenschaft führte die japanische Armee mehrere der Todesmärsche durch. Zum Ende des Krieges wurden die letzten Kriegsgefangenen umgebracht, um ihre Zeugenaussage zu den Verbrechen der Wächter zu verhindern. Sechs australische Soldaten vermochten durch ihre Flucht zu überleben. Sie wurden von der Bevölkerung unterstützt. Die Überlebenden waren Zeugen bei den Kriegsverbrechertribunalen in Tokyo und Rabaul. Sie waren Augenzeugen der Verbrechen und Kriegsgräuel. Mehrere verantwortliche Offiziere des Kaiserlichen Japanischen Heeres, darunter Generalleutnant Baba Masao, Hauptmann Hoshijimi Susuma, Hauptmann Takakuwa Takuo und Hauptmann Watanabe Genzō wurden der Kriegsverbrechen für schuldig befunden und zum Tode verurteilt.
In Kundasang, Sabah, wurde 1962 eine Gedenkstätte für die Opfer in Sandakan und Ranau errichtet.
Zu den Todesmärschen von Sandakan schuf der australische Komponist Jonathan Mills 2004 ein Klagelied zum Gedenken an einen Toten. Sein Vater hatte eine Zeit der Gefangenschaft in Sandakan von 1942 bis 1943 überlebt.

## Erster Todesmarsch
Als die Japaner im weiteren Verlauf des Krieges zunehmend in die Defensive gerieten, wurde das Flugfeld in Sandakan ab Oktober 1944 auch Ziel ständiger Bombardierung durch die Alliierten. Im Januar 1945 waren die Schäden so groß, dass an eine Reparatur der Startbahn nicht mehr zu denken war. Am 10. Januar 1945 wurden die Arbeiten vollständig gestoppt. Ebenfalls im Januar 1945 wurden die Lagerinsassen informiert, dass etwa 455 Kriegsgefangene in einen anderen Teil Borneos verlegt würden, wo es mehr zu essen gäbe. In insgesamt neun Gruppen zu jeweils etwa 50 Mann verließen diese Männer zwischen dem 28. Januar und dem 6. Februar das Lager.
Während die Gruppen 1 bis 5 bis nach Ranau durchmarschierten, schlugen die Männer der Gruppen 6 bis 9 einen Monat lang im Dorf Paginatan ein provisorisches Lager auf, da im Lager in Ranau nicht genügend Platz für so viele Kriegsgefangene war. In Kampung Paginatan, etwa 42 Kilometer vor Ranau, unterhielten die Japaner ein Lebensmitteldepot. Die 138 Kriegsgefangenen der Gruppen 6 bis 9 wurden nun gezwungen, zwischen Paginatan und Ranau Reissäcke zu transportieren. Viele starben an Entkräftung, und als die Männer am Ende des Monats endgültig nach Ranau verlegt wurden, waren nur noch 46 am Leben.
Unter erbärmlichsten Bedingungen wurden die Gefangenen in dreckigen und überfüllten Hütten einquartiert. Dysenterie, Beriberi und Malaria rafften die Männer nach und nach dahin. Diejenigen, die noch am Leben waren, begannen den Tag mit dem Begräbnis ihrer Kameraden:

“There’d be a burial party every morning … which consisted of two men to each body. We used to wrap their wrists and ankles together and put a bamboo pole through them and carry them like a dead tiger. We had no padre. And no clothes on the bodies, just straight into six inch deep graves. The soil was too hard to dig any deeper. We’d lay the body in and the only mark of respect they got, we’d spit on the body, then cover them up. That was the soldier’s way.”

„Da gab’s jeden Morgen ein Bestattungskommando … das aus zwei Männern pro Leiche bestand. Wir pflegten ihre Arm- und Fußgelenke aneinanderzubinden, einen Bambusstab durchzustecken und sie dann wie einen toten Tiger zu tragen. Wir hatten keinen Priester. Und keine Kleidung für die Toten, bloß hinein in die 15 cm tiefen Gruben. Der Boden war zu hart, um noch tiefer zu graben. Wir legten den Körper hinein und den einzigen Respekt, den wir ihnen erweisen konnten war, auf ihren Körper zu spucken und sie dann zu begraben. Das war die Art der Soldaten.“

Am 26. Juni – weniger als fünf Monate nach ihrem Abmarsch aus dem Lager in Sandakan – gab es nur noch sechs Überlebende, fünf Australier und einen britischen Soldaten.

## Zweiter Todesmarsch

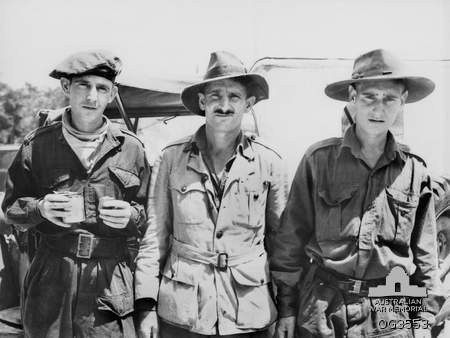
Nelson Short, William H. Sticpewich und Keith Botterill; drei der sechs einzigen Überlebenden der Todesmärsche

Ab Mai 1945 wurde ein Befehl zur Auflösung des Kriegsgefangenenlagers umgesetzt. Dazu übernahm am 17. Mai Hauptmann Takakuwa Takuo das Kommando über das Lager. Er ordnete am 29. Mai 1945 den zweiten Todesmarsch von 536 Kriegsgefangenen nach Ranau an und ließ das Lagergelände in Brand setzen. Die Gefangenen wurden unter Bewachung durch japanische Soldaten in Gruppen zu etwa 50 Mann durch den Dschungel getrieben. Der Marsch dauerte 26 Tage. Nur noch 183 Gefangene – 142 australische und 14 britische – erreichten am 27. Juni 1945 das sogenannte „Last Camp“ (engl. für „Letzter Lagerplatz“) im Liwagu-Tal bei Ranau. Zu ihrem Entsetzen stellten sie dort fest, dass von den Teilnehmern des ersten Marsches nur noch sechs am Leben waren.
Zwei Gefangenen gelang während des Marsches von Sandakan nach Ranau die Flucht. Der Kanonier Owen Campell flüchtete während eines Luftangriffs mit vier Kameraden in den Dschungel. Campell überlebte als einziger von ihnen, nachdem ihm die Bewohner von Kampung Kulang versteckt und gesundgepflegt hatten. Ähnlich erging es dem Jagdbomberschützen Richard Dick Braithwaite, der – versteckt in einem Kanu unter Bananenblättern – von einem Einheimischen den Sungai Labuk hinunter bis nach Pulau Libaran gepaddelt wurde, wo er am 15. Juni 1945 von einem amerikanischen Patrouillenboot aufgenommen wurde.
Unter den Kriegsgefangenen in Ranau waren nur noch wenige einigermaßen bei Kräften. Überzeugt, dass es nur eine Frage der Zeit sein würde, bis auch sie sterben würden, wagten vier Soldaten – Keith Botterill, Nelson Short, William Moxham und Andy Anderson – am 7. Juli die Flucht. Anderson starb an Dysenterie, die drei anderen wurden von einem Einheimischen namens Bariga bis zur Kapitulation der Japaner am 15. August versteckt.
Der sechste Kriegsgefangene, dem die Flucht aus dem Camp in Ranau gelang, war William H. Sticpewich. Eine japanische Wache vertraute ihm an, dass alle verbliebenen POW getötet werden sollten. Sticpewich verließ mit einem Kameraden namens Reither das Camp am 28. Juli. Zuerst versteckten sie sich im Dschungel, bis sie zufällig von Dihil bin Ambilid, einem einheimischen Christen, entdeckt wurden, der sich ihrer annahm. Reither starb jedoch an Dysenterie und Unterernährung, während Sticpewich überlebte.

## Dritter Todesmarsch
Am 10. Juni 1945 – 30 weitere Gefangene waren mittlerweile im Lager Sandakan verstorben – wurde eine letzte Gruppe von 75 Kriegsgefangenen Richtung Ranau in Marsch gesetzt. Sie waren bereits so schwach und ausgemergelt, dass keiner von ihnen Ranau erreichte. Bereits nach 50 Kilometern waren alle Gefangenen zusammengebrochen. Wer liegenblieb, wurde von den japanischen Wachen erschossen.

## P.O.W. Route

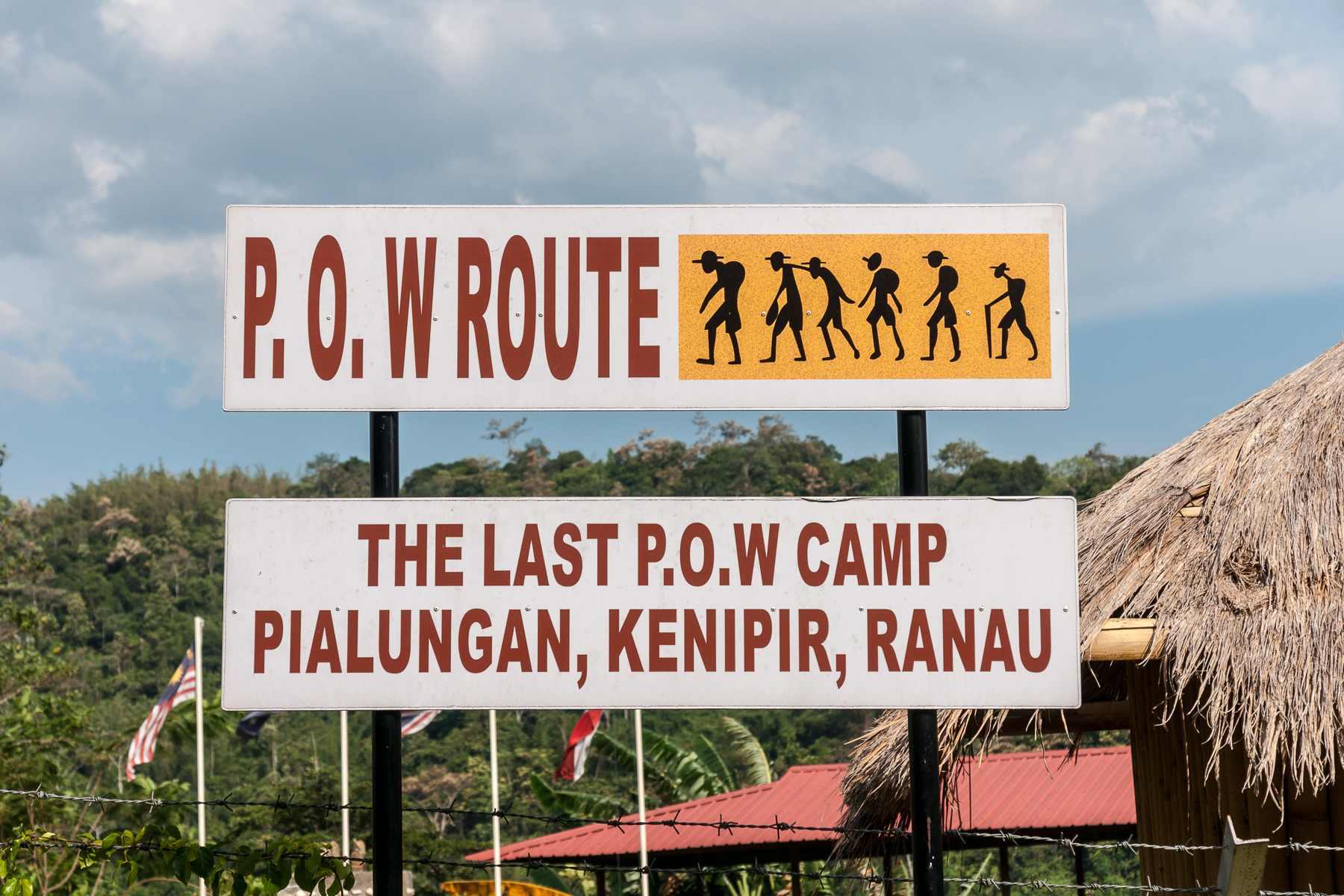
Markierung der „P.O.W. Route“

Die „P.O.W. Route“, auf der die Kriegsgefangenen während der drei Todesmärsche im Gelände marschierten, wurde 1945 von britischen und australischen Militärs dokumentiert, um die Vielzahl sterblicher Überreste entlang der Route einer würdigen Bestattung zuzuführen. Die Route beginnt in Sandakan und endet am „Last Camp“ bei Ranau. Die Stationen der Strecke sind im Gelände mit einem Schild markiert.